# 中上ちか
中上 ちか（なかがみ ちか、1966年8月19日 - ）は、大分県出身の元女優。
イイジマルームに所属していた。大分県立大分女子高等学校卒。

## 人物
本名は諸隅 知嘉子。旧芸名は中上 知嘉。
身長168cm。血液型O型。
趣味は映画鑑賞。特技はモダンバレエ、ブリッジ。

## 出演作品

### テレビドラマ

#### NHK
- NHKスペシャル / 振りむけば春（1990年）
- 土曜ドラマ / 地球をダメにする50のかんたんな方法（1992年） - 夏子
- ドラマ家族模様 / 晴れ着ここ一番（2000年）
- 連続テレビ小説 / 私の青空（2000年）
- つま恋（2001年）
- お見合い放浪記（2002年）
- NHK夜の連続ドラマ / 理想の生活（2005年）

#### 日本テレビ
- 木曜ゴールデンドラマ
  - 春の姉妹（1987年）
  - ママ母戦争（1990年）
- 水曜グランドロマン / 男の事情シリーズ 第3作「それでも僕は母になりたい」（1990年）
- DRAMA-CAN! / 悪女（わる）（1992年）
- 刑事貴族（1991年）
- 火曜サスペンス劇場
  - 朝比奈周平ミステリー 第4作「木曽路殺人事件」（1992年10月20日） - 白木あき
  - 六月の花嫁シリーズ / 「仮想結婚」（1995年6月20日）
  - 悪女の階段（1996年1月23日）
  - 刑事・鬼貫八郎 第6作「十六年目の殺人」（1996年8月13日）
  - 小京都ミステリー 第19作「奥信濃殺人事件」（1997年1月7日） - 松波景子
  - 犯罪心理分析官3（1997年8月12日）
  - 九門法律相談所 第9作「沈黙の裁き」（1999年1月12日） - 山沢啓子
  - 救命救急センター 第1作「殴られて意識不明の男 失踪中の夫と断定した2人の妻が語る真実」（2000年7月18日） - 岡倉
  - 盲人探偵・松永礼太郎 第13作「愛する人へ」（2001年2月27日） - 田口美由紀
  - 弁護士・朝日岳之助 第19作「死亡時刻の罠」（2003年5月20日） - 木村芳恵
  - 年下のひと（2005年7月19日）
- ボーダー 犯罪心理捜査ファイル（1999年）
- 永遠の仔（2000年）

#### TBS
- 水曜ドラマ / 疑惑の家族（1988年）
- 月曜ドラマスペシャル→月曜ミステリー劇場→特選ミステリー劇場
  - バイト人生百発百中（1989年12月11日）
  - ヒマラヤの赤い自転車（1992年10月12日）
  - 冬の特選サスペンス 第3作「団地女医・広田久美の事件カルテ」（1994年2月7日）
  - タロット日美子の推理 伯備線秘図連続殺人（1995年10月16日）
  - 湯けむり仲居純情日記 第6作「鳥取皆生温泉の旅館にお家騒動!」（1996年9月16日）
  - プロデューサー麻生一平の事件ファイル（1998年12月14日）
  - 弁護士迫まり子の遺言作成ファイル 第1作「約束」（1999年4月19日） - 須藤雪子
  - 呪いの5キャラットダイヤ（2000年8月21日）
  - 弁護士猪狩文助 第4作「禁断の館」（2003年1月13日） - 房子
  - 棟居刑事シリーズ（中村雅俊版） 第2作「高層の死角」（2003年4月21日） - 吉野
  - 弁護士高見沢響子 第6作「末期ガンに苦しむ男が生命維持装置を外されて死んだ」（2003年4月28日） - 理恵子
  - こちら森中探偵堂（2006年9月25日）
- 女子高生!キケンなアルバイト（1991年）
- 鎌倉恋愛委員会 「好きや、好きや、好きや」（1991年）
- 熱海殺人事件 - 売春捜査官 第2作
- 花王愛の劇場
  - ぽっかぽか（1994年）
  - うちはステップファミリー（2005年）
- ひと夏のプロポーズ（1996年）
- 東芝日曜劇場
  - Dear ウーマン スペシャル（1997年）
  - ザ・ドクター（1999年）
  - Beautiful Life 〜ふたりでいた日々〜（2000年）
  - ガッコの先生（2001年）
- 池袋ウエストゲートパーク（2000年） - 母親
- 聖の青春（2001年）
- ビッグウイング（2001年）
- 松本清張特別企画・影の車（2001年） - 池田文江
- マリア（2001年）
- ネバーランド（2001年）
- プリティガール〜Pretty Girls〜（2002年）
- 金曜ドラマ / 夜王 〜YAOH〜（2006年）

#### フジテレビ
- 森村誠一サスペンス / あるOLの復讐（1987年）
- 現代神秘サスペンス / あなたのいない夜（1989年）
- 東京ストーリーズ 第2話「恋とはどんなものかしら - 歌劇「フィガロの結婚」より」（1989年）
- あいつがトラブル（1990年）
- JOCX TV PLUS+ / 新入社員物語 オフィスティケイテッドレイディース（1990年） - 秘書課
- DRAMADAS
  - ハイツがトラブル 第4話「にぎやかな影たち」（1990年） - 主演
  - いしいひさいちのなんなんだ!?（1990年） - 主演
  - おたくの嫁とり（1991年）
  - 時間にレイプされた女（1991年）
- 世にも奇妙な物語
  - 「追いかけた男」（1990年）
  - 「伝言板」（1991年）
  - 「シンデレラ」（1991年）
  - 「春の特別編 震える愛」（1992年）
  - 「春の特別編 時間よ戻れ!」（1994年）
  - 「春の特別編 最期の瞬間（とき）」（2000年） - 店主妻
- 不思議少女ナイルなトトメス（1991年） - ミナコ先生
- 水曜劇場
  - チャンス!（1993年）
  - 私を旅館に連れてって（2001年）
- 金曜エンタテインメント
  - ざけんなョ!!5 「世界で一番不幸な男」（1993年10月22日）
  - おだまりコンビシリーズ 第4作「芸能界殺しの輪舞（ロンド）」（2002年2月15日）
  - 夏樹静子ミステリー アリバイの彼方に 第4作「諏訪湖に浮かぶ変死体 かばい合う容疑者たち 10年間守り続けた秘密をオルゴールが暴く」（2005年11月11日）
  - マイ・ハウス〜夢の一戸建て争奪戦争〜（2006年8月11日）
- ヘルプ!（1995年）
- 花王ファミリースペシャル / 寿司、食いねェ! 前編（1996年）
- 神様、もう少しだけ（1998年）
- お水の花道 女30歳ガケップチ（1999年）
- ナースのお仕事（2000年）
- 救命病棟24時（2001年）
- はるちゃん（2001年）
- 木曜劇場
  - スタアの恋（2001年）
  - 美女か野獣（2003年）
- 僕の生きる道（2003年）
- 愛のソレア（2004年）

#### テレビ朝日
- ザ・刑事（1990年）
- 土曜ワイド劇場
  - 考古学者シリーズ 第10作「美人コンパニオン殺し」（1990年8月25日） - コンパニオン
  - 松本清張スペシャル・鉢植を買う女（1993年12月11日）
  - 混浴露天風呂連続殺人 第19作「信州塩の道に消えたマルタイの謎 リベンジ刑事とカリスマ温泉ギャルの信濃路秘湯ツアー 姫川温泉〜笹倉温泉〜白馬八方温泉 信濃大町温泉〜蓼科温泉」（1999年12月18日） - 陽子
  - 女詐欺師! 愛川ナナの殺人捜査（2000年1月29日）
  - はみだし弁護士・巽志郎 第5作「資産家一族に秘められた愛と憎しみの連続殺人 盗撮された女子高生の謎!?」（2000年5月20日） - 柿沼奈緒子
  - 事件記者冴子の殺人スクープ 第4作「神戸・横浜 ナース連続殺人の罠」（2003年11月1日） - 剣崎頼子
  - 家賃ハンター真鍋倫子の事件簿（2006年5月20日）
- ネオドラマ
  - 夏の香り（1992年）
  - 街角マリア
- 木曜ドラマ→木曜ミステリー
  - 七人の女弁護士スペシャル（1997年）
  - 別れる2人の事件簿（2000年）
  - 科捜研の女（2000年）
- スーパー戦隊シリーズ
  - 星獣戦隊ギンガマン（1998年） - 忍
  - 忍風戦隊ハリケンジャー（2002年） - 梨花の母親
- はみだし刑事情熱系（1999年）
- 金曜ナイトドラマ
  - YASHA-夜叉-（2000年）
  - OLヴィジュアル系（2001年）
- 十手人（2001年）
- ドラマスペシャル / 時効〜流氷に消えた最愛の逃亡者〜（2002年）
- 仮面ライダー555（2003年） - 島地貴子[3]

#### テレビ東京
- 日曜ビッグスペシャル / 恐怖劇場'92「ようこそパラレルワールドへ」（1992年）
- 新春ドラマスペシャル / 『放浪記』〜男なんて何さ!人生は七転び八起き〜（1997年）
- ハッピー2 愛と感動の物語（2000年）
- 水曜ミステリー9 / 食い道楽!出張料理人 亀崎源一（2006年）

#### NHK-BS2
- BS日曜ドラマ / 検事調書の余白（1996年）

#### NHK BS-Hi
- ハイビジョンサスペンス / 海猿〜うみざる（2002年）

#### BSハイビジョン
- 死者からの手紙（2001年）

#### BS-i
- ケータイ刑事 銭形愛（2002年）

#### BSフジ
- あなたには帰る家がある（2003年）

### 映画
- BE FREE!（1986年8月9日） - 佐藤貴
- 本場ぢょしこうマニュアル 初恋微熱篇（1987年3月21日）
- すっぽんぽん（1990年11月2日） - 二階堂まゆみ
- ゲンセンカン主人（1993年7月24日） - 李さんの奥さん
- KAMIKAZE TAXI（1995年4月29日） - レンコ
- 無頼平野（1995年5月29日） - 踊り子
- 螢II 赤い傷痕（1995年7月15日） - マダム・リン
- 犯人に願いを（1995年12月2日） - レポーター
- 薔薇ホテル（1996年5月18日）
- 女飼い（1996年9月7日） - 伊口奈津子
- 金色のクジラ（1996年10月12日） - 花村先生
- 劇場版 仮面ライダーアギト PROJECT G4（2001年9月22日） - 教師[4]
- 17才 〜旅立ちのふたり〜（2003年9月13日） - 公園の主婦
- 劇場版 超星艦隊セイザーX 戦え!星の戦士たち（2005年12月17日） - レポーター